# Pyramid Lake (hrabstwo Los Angeles)
Pyramid Lake – sztuczne jezioro utworzone przez tamę Pyramid Dam na potoku Piru we wschodniej części Gór San Emigdio, niedaleko Castaic, w hrabstwie Los Angeles w południowej części Kalifornii w USA.

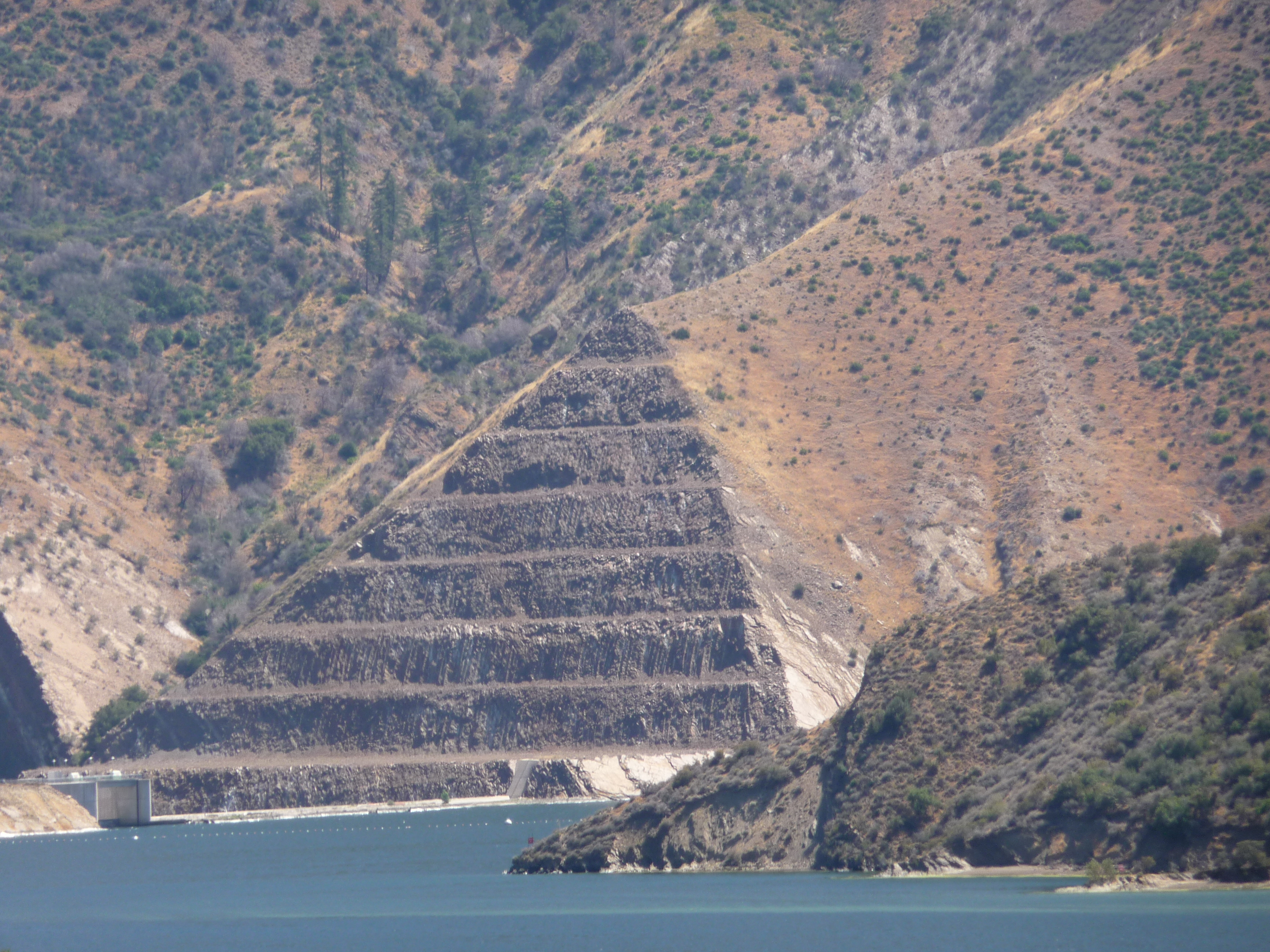
Charakterystyczne ukształtowanie powierzchni w wyniku prac ziemnych w pobliżu brzegu zbiornika.